# Ali Neffati
Ali Neffati, né le 22 janvier 1895 à Tunis et mort le 19 avril 1974 à Paris, est un cycliste tunisien. Il est le premier Africain à participer au Tour de France en 1913, 23 ans avant l'Algérien Abdel-Kader Abbes en 1936.
Il est souvent considéré comme le plus performant des cyclistes tunisiens, même si certains affirment que Jilani Ben Othman était le plus talentueux.

## Biographie
Il se lance dans la compétition cycliste en 1908, notamment dans les courses de demi-fond, puis participe à quatre étapes du Tour de France en 1913 sur l'encouragement des frères Pélissier. Les sportifs tunisiens (boxeurs, pistards, lutteurs et escrimeurs) se solidarisent alors avec lui et organisent un gala au vélodrome du Skating Palace, le 7 juin 1913, dont les recettes doivent lui permettre de se rendre en France. Durant cette édition, il est le plus jeune coureur à avoir participé à la grande boucle et crée l'évènement par le fez qu'il arbore au lieu de la traditionnelle casquette, au point de devenir la coqueluche du peloton. Il participe également à l'édition suivante.
Malgré le coup d'arrêt occasionné à sa carrière par la Première Guerre mondiale, il revient en force en 1918 et devient un habitué des grandes courses de l'époque. Mais la piste l'attire davantage et les vélodromes de France, d'Italie ou des États-Unis, notamment à New York, l'accueillent jusqu'à sa retraite en 1930. Il se reconvertit ensuite en livreur pour L'Équipe et épouse une chanteuse d'opéra.

## Palmarès

### Tunisie
- 1910 :
  - Vainqueur du 50 km derrière moto
- 1912 :
  - Vainqueur de la course Tunis-Sousse
- 1913 : 
  - Champion de Tunisie de fond et de poursuite
  - Vainqueur du Prix Griffon de vitesse
  - Vainqueur du prix J.-B. Louvet
- 1914 :
  - Vainqueur de la course Tunis-Gabès
  - Champion de Tunisie de vitesse

### Étranger
- Tour de France :
  - 1913 : abandon à la 4e étape (respectivement 55e, 44e et 30e des trois premières étapes)
  - 1914 : abandon à la 8e étape (respectivement 25e, 33e, 52e, 57e, 54e, 42e[4] et 30e des sept premières étapes)
- Critérium d'après-Tour 1919 : Grand critérium cycliste dit du « Midi » organisé par La Dépêche de Toulouse en 1919, course en deux parties de quatre étapes :
  - 1re partie : Circuit du Sud-Est : vainqueur des 1re et 3e étapes et vainqueur du classement final[5],[6]
  - 2e partie : Circuit du Sud-Ouest : abandon sur chute à la 1re étape
- Paris-Tours :
  - 1914 : 23e
  - 1917 : 9e
  - 1918 : 9e
- Paris-Trouville :
  - 1916 : 2e
- Tour de Tarragone :
  - 1919 : vainqueur de la 1re étape et 2e du classement final
- Tours-Angers-Tours :
  - 1920 : vainqueur
- Six Jours de Paris :
  - 1921 : 7e avec Édouard Léonard
  - 1922 : 6e avec Ernest Catudal
  - 1923 : 11e avec Marcel Dupuy
  - 1924 : 7e avec Lucien Louet
- Six Jours de New York :
  - 1923 : 11e avec Giuseppe Azzini
  - 1924 : 5e avec Giuseppe Azzini
- Championnat de France de demi-fond :
  - 1925 : 2e